# Vi som inte röker
VISIR, Vi Som Inte Röker, är en intresseorganisation bildad 1974, för personer som inte röker.
Riksförbundet Visir arbetar för ett rökfritt samhälle. Genom att bilda opinion och trycka på beslutsfattare verkar man för att svenska tobakslagen ska följas, och man genomför kampanjer under tobaksfria veckan (vecka 47 varje år) och WHO:s tobaksfria dag (31 maj).
Visir ingår i Svenskt Nätverk för Tobaksprevention tillsammans med En rökfri generation, Folkhälsoinstitutet, Cancerfonden och Hjärt-Lungfonden.
Visir ger ut medlemstidningen Friskare Liv VISIR Aktuellt, samt e-nyhetsbrevet VISIR-aktuellt. År 2004 lät man producera de två programserierna Mycket bättre utan tobak, den ena för barn och den andra för ungdomar och äldre, i båda medverkar TV-figuren Skurt. Skolor kan låna serierna på AV-mediacentraler och de kan också köpas på DVD.